# Chézy-en-Orxois
Chézy-en-Orxois là một xã ở tỉnh Aisne, vùng Hauts-de-France thuộc miền bắc nước Pháp.